# Johann III. (Mecklenburg-Stargard)
Johann III., Herzog zu Mecklenburg-Stargard (* 1389; † nach 11. November 1438) war von 1416 bis 1438 Herzog zu Mecklenburg-Stargard, Herr zu Stargard, Sternberg, Friedland, Fürstenberg und Lychen. Er wurde zur Unterscheidung zu Johann V. zu Mecklenburg auch Johann der Ältere genannt.

## Familie
Er war das älteste Kind aus Ehe des Herzogs Johann II. und seiner Frau Katharine (Wilheida).

## Biographie
Johann III. wurde wahrscheinlich 1389 geboren und übernahm 1416 die Herrschaft Sternberg von seinem Vater. Er geriet aus unbekannten Grund in brandenburgische Gefangenschaft, aus der er am 28. Juni 1427 unter dem Schwur der Lehenstreue entlassen wurde. 1436 erbte er zusammen mit seinem Vetter Heinrich zu Mecklenburg-Stargard und dem Herzog zu Mecklenburg-Schwerin, Heinrich IV., die Herrschaft Werle. Er heiratete Luttrud, Tochter Albrechts IV. von Anhalt-Köthen. Sie war wahrscheinlich eine Schwester von Anna, der ersten Gemahlin Wilhelms, des letzten Fürsten von Werle (Wenden). Die Ehe blieb wohl kinderlos, jedenfalls erbte sein Vetter Heinrich zu Mecklenburg[-Stagard] das Land. Herzog Johann III. wurde wahrscheinlich in Sternberg beerdigt.